# 斯利特 (加利福尼亞州)
西爾特（英語：Silt）是位於美國加利福尼亞州克恩縣的一個非建制地區。該地的面積和人口皆未知。

## 地理
西爾特的座標為34°59′59″N 117°44′58″W / 34.99972°N 117.74944°W，而該地的平均海拔高度為711米（即2333英尺）。